# 原田聖二
原田 聖二（はらだ せいじ、1960年4月30日 - ）は、福岡県出身の元騎手・調教助手。

## 来歴
1983年3月に栗東・松元正雄厩舎からデビューし、同12日の小倉第2競走4歳未出走・マンノミシガン（13頭中9着）で初騎乗を果たすと、4月3日の小倉第2競走4歳未勝利・シマノトウショウで初勝利を挙げる 。5月14日の京都では障害初勝利、翌15日の京都でも勝利を挙げて初の2日連続勝利を記録するなど、1年目の同年から2桁勝利で20勝台となる22勝をマーク。
2年目の1984年には1月22日の中京で初の1日2勝、3月17日の小倉で初の1日3勝を記録したほか、美浦から転厩してきたライバコウハクで京都大障害（秋）を制し重賞初勝利 を挙げるなど、自己最多の31勝をマーク。
ライバコウハクには関西だけで騎乗し、人馬共に重賞初勝利  となった京都大障害（秋）は果敢な逃げを打ち、最終障害の飛越後に並びかけたスナークシルバーを直線では突き放す大差勝ちであった。
3年目の1985年にはライバコウハクで京都大障害（春）をレコード勝ちし、同レース秋春制覇で人馬共に重賞2勝目を挙げる  。桜花賞では22頭中14番人気のニシノユニバックでエルプスの5着と健闘し、3年連続2桁勝利となる14勝をマーク。
1986年は7勝に終わるが、青森・タケミファーム生産馬キョウエイウオリアで阪神障害ステークス（春）を11番人気ながら3着と好走。
1987年には2年ぶりの2桁となる11勝をマークし、1991年まで5年連続2桁勝利を記録。
1988年からはフリーとなり、ホクトボーイ産駒の牝馬ワイドガールで阪神障害ステークス（秋）を制し、2年ぶりの重賞勝利 を挙げる。
11月12日の福島第5競走4歳未勝利ではデビュー2戦目のダイユウサクに騎乗したが、勝ち馬から7秒3遅れたタイムオーバーで入線 。
CBC賞では引退レースとなった福島産馬トーアファルコンに騎乗し、16頭中14番人気の同馬で良馬場の中京コースの大外を豪快に捲ると、最後は猛追するシンウインドにハナ差まで詰め寄られたものの、ラストランを重賞勝利で飾った。単勝8540円はCBC賞の最高払戻として記録に残り、原田にとっては自身唯一の平地重賞勝利が最後の重賞勝ちとなった 。
1989年には領家政蔵厩舎に移籍し、高松宮杯では格上挑戦で重賞初出走となったダイユウサクの手綱を取り、メジロアルダン・バンブーメモリー・シヨノロマンに次ぐと同時にコスモドリームに先着の7着であった。
1989年のカブトヤマ記念ではトップハンデ59kgのプレジデントシチーで3着、1990年の中京記念では13番人気のタニノスイセイでオサイチジョージとアタマ差の2着に入った。
1994年には再びフリーとなり、3年ぶりの2桁となる11勝をマークすると、1997年まで4年連続2桁勝利を記録。
1994年と1995年にはミスタートウジンに騎乗し、1994年の根岸ステークスでは13頭中12番人気で最後方から上がり最速35秒5の脚を使ってフジノマッケンオーの7着、キャリア最後の芝のレースとなった福島記念10着、明け10歳になった1995年にはフェブラリーステークスでライブリマウントの6着、1番人気に支持された佐賀の開設記念ではアドマイヤボサツの6着であった。
1995年の京都障害ステークス（秋）では障害重賞初挑戦のポレールに騎乗し、55kgの軽量を活かして終始2番手からレースを進め、最終障害で躓きながらも逃げたマヤノギャラクシーに並びかけ、直線での叩き合いでクビ差2着と惜敗。
中央競馬最後のアラブ系競走となったアラブ大賞典ではエスエムファイヤーでムーンリットガールの5馬身差2着に入った。
1997年にはテイエムオーロラで小倉3歳ステークス2着に入り、最後の2桁となる11勝をマーク。
1999年には福島信晴厩舎に移籍し、2000年9月16日の阪神第10競走仲秋特別・フレンチパッションで通算200勝を達成。
2001年には服部利之厩舎に移籍し、8月5日の小倉第7競走2歳新馬でユウキャラットに騎乗しタムロチェリーを抑えたのが最後の勝利となった。
2002年11月17日の京都第12競走花背特別・タイヨーキャプテン（16頭中16着）が最後の騎乗となり、2003年2月28日付で現役を引退。
引退後は昆貢厩舎の調教助手を務めた。

## 騎手成績
| 通算成績 | 1着 | 2着 | 3着 | 4着以下 | 出走回数 | 勝率 | 連対率 |
| -------- | --- | --- | --- | ------- | -------- | ---- | ------ |
| 平地     | 176 | 224 | 234 | 2174    | 2808     | .063 | .142   |
| 障害     | 26  | 15  | 25  | 164     | 230      | .113 | .178   |
| 計       | 202 | 239 | 259 | 2338    | 3038     | .066 | .145   |

主な騎乗馬
- ライバコウハク（1984年京都大障害 (秋)・1985年京都大障害 (春)）
- ワイドガール（1988年阪神障害ステークス (秋)）
- トーアファルコン（1988年CBC賞）